# ريغي جونز
ريغي جونز (بالإنجليزية: Reggie Jones)‏ (1951 بنيوآرك في الولايات المتحدة - ) هو ملاكم أمريكي، صنّف ضمن فئة الوزن المتوسط الخفيف ‏. شارك في الألعاب الأولمبية الصيفية 1972.

## إحصائيات
خاض خلال مسيرته 26 نزالا، فاز في 16 وتعادل في 1 وخسر في 9. فاز بالضربة القاضية في 8 نزالات.

## وصلات خارجية
- ريغي جونز على موقع بوكس ريك (الإنجليزية) (registration required)
- ريغي جونز على موقع أوليمبيديا (الإنجليزية)